# Världsmästerskapen i orientering 2014
Världsmästerskapen i orientering 2014 avgjordes i Trento och Veneto i Italien den 5–12 juli 2014. Det var första gången tävlingarna hölls i Italien. Internationella orienteringsförbundet införde sprintstafett som ny disciplin vid mästerskapen från och med detta år. Sprintstafetten är en mixad stafett med fyra sträckor och löpordningen kvinna-man-man-kvinna. VM ingick i Världscupen i orientering.

#### Sprint

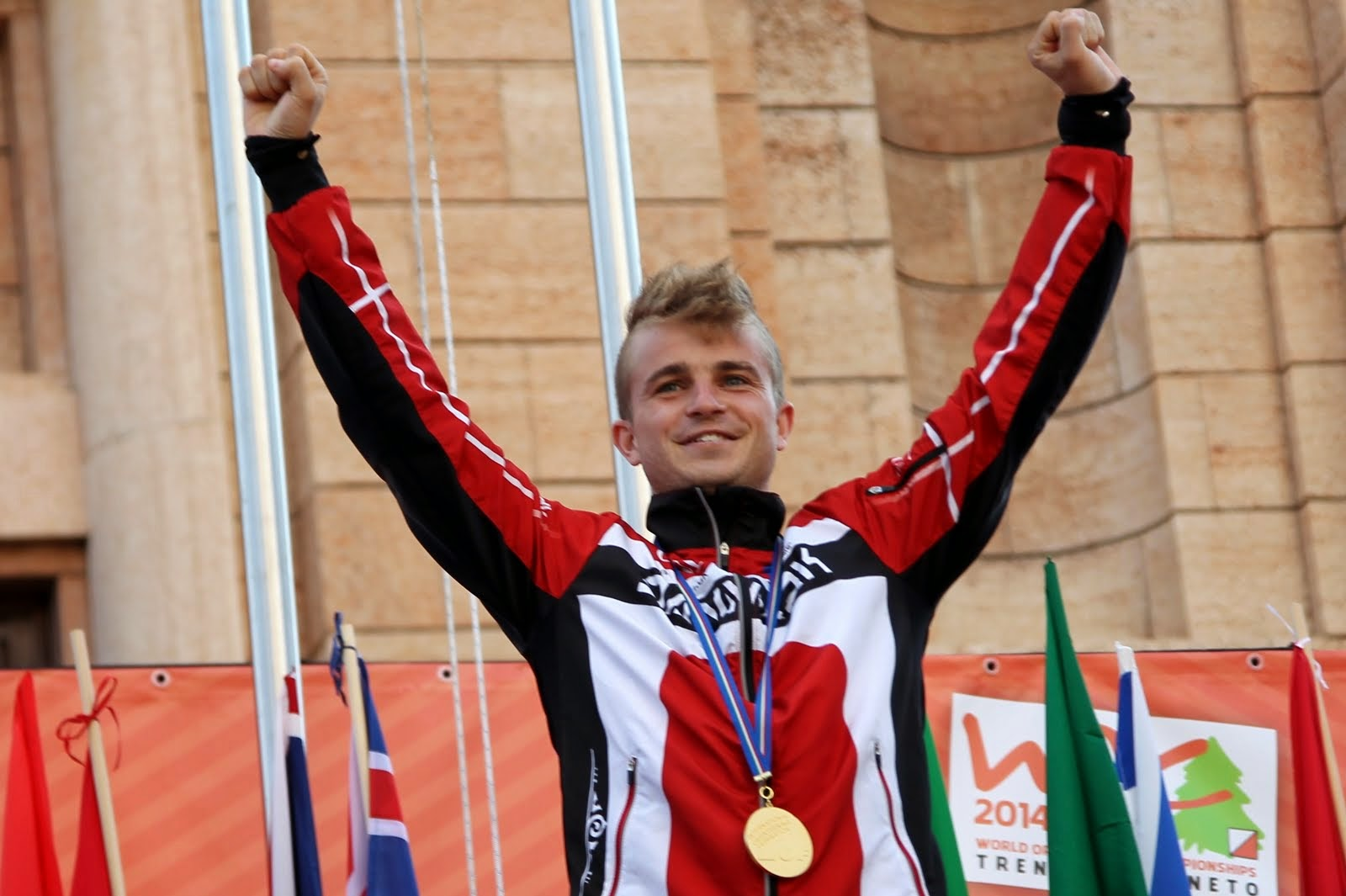
Søren Bobach, vinnare i herrarnas sprint

## Medaljörer

### Herrar

#### Långdistans[3]
1. Thierry Gueorgiou,  Frankrike, 1:34.45
2. Daniel Hubmann,  Schweiz, 1:36.12
3. Olav Lundanes,  Norge, 1:37.09

#### Medeldistans[4]
1. Olav Lundanes,  Norge, 38.12
2. Fabian Hertner,  Schweiz, 38.30
3. Oleksandr Kratov,  Ukraina, 38.46

#### Sprint[5]
1. Søren Bobach,  Danmark, 15.37,2
2. Daniel Hubmann,  Schweiz, 15.39,3
3. Tue Lassen,  Danmark, 15.41,4

#### Stafett[6]
1. Sverige (Jonas Leandersson, Fredrik Johansson, Gustav Bergman) 1:56.49
2. Schweiz (Fabian Hertner, Daniel Hubmann, Matthias Kyburz) 1:57.58
3. Frankrike (Frédéric Tranchand, François Gonon, Thierry Gueorgiou) 1:58.03

### Damer

#### Långdistans[7]
1. Svetlana Mironova,  Ryssland, 1:19.44
2. Tove Alexandersson,  Sverige, 1:20.15
3. Judith Wyder,  Schweiz, 1:20.34

#### Medeldistans[8]
1. Annika Billstam,  Sverige, 37.03
2. Ida Bobach,  Danmark, 37.25
3. Tove Alexandersson,  Sverige, 37.27

#### Sprint[9]
1. Judith Wyder,  Schweiz, 15.32,0
2. Tove Alexandersson,  Sverige, 15.43,9
3. Maja Alm,  Danmark, 15.45,7

#### Stafett[10]
1. Schweiz (Sara Lüscher, Sabine Hauswirth, Judith Wyder) 1:51.21
2. Danmark (Emma Klingenberg, Ida Bobach, Maja Alm) 1:51.32
3. Sverige (Helena Jansson, Annika Billstam, Tove Alexandersson) 1:53.56

### Mixed

#### Sprintstafett[11]
1. Schweiz (Rahel Friederich, Martin Hubmann, Matthias Kyburz, Judith Wyder), 59.04
2. Danmark (Emma Klingenberg, Tue Lassen, Søren Bobach, Maja Alm), 59.07
3. Ryssland (Anastasija Tichonova, Gleb Tichonov, Andrej Chramov, Galina Vinogradova), 59.15

## Medaljligan
| Antal medaljer efter land | Antal medaljer efter land | Antal medaljer efter land | Antal medaljer efter land | Antal medaljer efter land | Antal medaljer efter land |
| Placering                 | Land                      | Guld                      | Silver                    | Brons                     | Summa                     |
| ------------------------- | ------------------------- | ------------------------- | ------------------------- | ------------------------- | ------------------------- |
|                           | Schweiz                   | 3                         | 4                         | 1                         | 8                         |
|                           | Sverige                   | 2                         | 2                         | 2                         | 6                         |
|                           | Danmark                   | 1                         | 3                         | 2                         | 6                         |
| 4.                        | Frankrike                 | 1                         | -                         | 1                         | 2                         |
| 4.                        | Norge                     | 1                         | -                         | 1                         | 2                         |
| 4.                        | Ryssland                  | 1                         | -                         | 1                         | 2                         |
| 7.                        | Ukraina                   | -                         | -                         | 1                         | 1                         |